# Ironman Lanzarote
L'Ironman Lanzarote est une compétition de triathlon longue distance créée en 1992 et qui se tient annuellement au mois de mai dans l’archipel des Canaries, sur l'île de Lanzarote en Espagne. Qualificative pour le championnat du monde d'Ironman à Kona (Hawaï), elle fait partie des plus anciennes compétitions labellisées Ironman par la World Triathlon Corporation en Europe.

## Histoire
| \| Lanzarote \| Archipel des Canaries |
| Lanzarote                             |

L'initiative de la création de l’Ironman Lanzarote revient à Kenneth Gasque, sportif amateur danois qui découvre le triathlon en 1985. Il participe et finit en tant qu'amateur entre 1985 et 1989, trois fois à l'Ironman d'Hawaï. En 1989, il demande à Valérie Silk, présidente de la Hawaï Triathlon Corporation (HTC) de lui vendre une licence Ironman pour organiser un évènement identique sur l’île de Lanzarote. Celle-ci l’informe qu'elle vient de céder les droits d’organisation de compétitions en Europe à Detlef Kühnel et sa société, créateur de l'Ironman Suisse notamment. Ces droits sont concédés jusqu'en fin 1991.
Après l'expiration du contrat entre Detlef Kühnel et Valérie Silk et le rachat de la HTC, par la World Triathlon Corporation (WTC) qui fait le choix d'un plus grand contrôle sur les licences qu'elle délivre, la WTC concède à Kenneth Gasque une licence pour l’organisation de l’épreuve sur l'île. La première édition de l’Ironman Lanzarote a lieu en 1992 et réunit par la suite de 5 à 600 compétiteurs chaque année au mois de mai. Cependant, l'épreuve peine à trouver un équilibre financier. Kenneth Gasques concède alors en 1998, la licence au Club La Santa, structure touristique créé en 1983 et qui permet une solidification de la base financière de l'organisation. Kenneth Gasque reste, pour sa part, directeur exécutif de la course.
Depuis 1998, le nombre de participants augmente de manière constante pour atteindre en 2014, 2 258 inscrit. L'organisation est inchangée et reste sous la direction sportive de Kenneth Gasque, l'arrivée se fait toujours sur la Playa Blanca. À partir de 1999, la politique d'intégration de la WTC des organisations et sociétés sportives qu'elle licencie, est mise en œuvre. Toutes les organisations européennes sont peu à peu rachetées et les épreuves organisées par ses propres structures. N'ayant pas été cédé l'organisation de L'Ironman Lanzarote reste pour sa part indépendante et ainsi le seul évènement Ironman en Europe encore organisé par une structure n'appartenant pas à la WTC en 2016.
Depuis 2010, Kenneth Gasque organise également une série de triathlon en Espagne l'Ocean Lava Triathon épreuves au format Half Ironman (70.3), sur divers sites en Espagne. Depuis 2012, le Club La Santa organise toujours sous la direction sportive de Kenneth Gasque un Ironman 70.3 Lanzarote, dont le départ et l’arrivée se situe à 25 km au nord de Puerto del Carmen sur la côte ouest de l'île.

## Palmarès
| Année | Médaille d'or               | Temps           | Médaille d'argent       | Temps           | Médaille de bronze   | Temps           |
| ----- | --------------------------- | --------------- | ----------------------- | --------------- | -------------------- | --------------- |
| 2024  | Kenneth Vandendriessche -2- | 8 h 29 min 54 s | Jordi Montraveta Moya   | 8 h 32 min 26 s | Mikel Ugarte Ramos   | 8 h 36 min 39 s |
| 2023  | Arthur Horseau              | 8 h 22 min 30 s | Niek Heldoorn           | 8 h 24 min 47 s | Cameron Wurf         | 8 h 30 min 16 s |
| 2022  | Kenneth Vandendriessche -1- | 8 h 39 min 55 s | Mathias Lyngsø Petersen | 8 h 42 min 44 s | Philipp Bahlke       | 8 h 51 min 12 s |
| 2021  | Andreas Böcherer            | 8 h 34 min 10 s | Boris Stein             | 8 h 42 min 2 s  | Matt Trautman        | 8 h 42 min 59 s |
| 2019  | Frederik Van Lierde         | 8 h 51 min 16 s | Christian Kramer        | 8 h 56 min 8 s  | Emilio Aguayo Muñoz  | 9 h 0 min 55 s  |
| 2018  | Alessandro Degasperi -2-    | 8 h 52 min 16 s | Iván Raña               | 8 h 58 min 37 s | Cyril Viennot        | 9 h 1 min 36 s  |
| 2017  | Bart Aernouts               | 8 h 34 min 13 s | Alessandro Degasperi    | 8 h 43 min 23 s | Jesse Thomas         | 8 h 49 min 2 s  |
| 2016  | Jesse Thomas                | 8 h 42 min 33 s | Jan Frodeno             | 8 h 44 min 38 s | David McNamee        | 8 h 46 min 36 s |
| 2015  | Alessandro Degasperi -1-    | 8 h 56 min 49 s | Christian Kramer        | 8 h 59 min 30 s | Mauro Baertsch       | 9 h 4 min 45 s  |
| 2014  | Romain Guillaume            | 8 h 47 min 39 s | Miquel Blanchart        | 8 h 58 min 6 s  | Bert Jammaer         | 9 h 0 min 44 s  |
| 2013  | Faris Al-Sultan             | 8 h 42 min 40 s | Miquel Blanchart        | 8 h 52 min 8 s  | Kirill Kotšegarov    | 9 h 4 min 9 s   |
| 2012  | Victor Del Corral Morales   | 8 h 44 min 39 s | Stephen Bayliss         | 8 h 53 min 37 s | Sérgio Marques       | 9 h 2 min 58 s  |
| 2011  | Timo Bracht                 | 8 h 30 min 34 s | Konstantin Bachor       | 8 h 44 min 5 s  | Esben Hovgaard       | 8 h 54 min 37 s |
| 2010  | Eneko Llanos -2-            | 8 h 37 min 42 s | Bert Jammaer            | 8 h 39 min 35 s | Maik Twelsiek        | 8 h 42 min 52 s |
| 2009  | Bert Jammaer -2-            | 9 h 54 min 3 s  | Stephan Vuckovic        | 9 h 57 min 16 s | Olaf Sabatschus      | 9 h 59 min 2 s  |
| 2008  | Bert Jammaer -1-            | 8 h 59 min 37 s | Teemu Toivanen          | 9 h 8 min 15 s  | Ain-Alar Juhanson    | 9 h 8 min 36 s  |
| 2007  | Eneko Llanos -1-            | 8 h 49 min 38 s | Luc Van Lierde          | 8 h 59 min 13 s | Stephan Vuckovic     | 9 h 4 min 11 s  |
| 2006  | Ain-Alar Juhanson -2-       | 8 h 54 min 14 s | Steffen Liebetrau       | 8 h 56 min 33 s | Gerrit Schellens     | 9 h 1 min 7 s   |
| 2005  | Ain-Alar Juhanson -1-       | 8 h 55 min 38 s | Steffen Liebetrau       | 8 h 57 min 10 s | Gerrit Schellens     | 9 h 18 min 57 s |
| 2004  | René Rovera                 | 8 h 48 min 21 s | Steffen Liebetrau       | 8 h 51 min 17 s | Felix Martinez-Rubio | 8 h 53 min 22 s |
| 2003  | Thomas Hellriegel -2-       | 8 h 56 min 44 s | Kirill Litovtsenko      | 8 h 58 min 40 s | Felix Martinez-Rubio | 9 h 2 min 20 s  |
| 2002  | Peter Sandvang              | 8 h 48 min 44 s | Stefan Holzner          | 8 h 56 min 23 s | Dirk Van Gossum      | 9 h 0 min 3 s   |
| 2001  | Christoph Mauch             | 9 h 1 min 32 s  | Kirill Litovtsenko      | 9 h 10 min 22 s | Frank Heldoorn       | 9 h 12 min 4 s  |
| 2000  | Dirk Van Gossum             | 8 h 47 min 10 s | Stefan Holzner          | 8 h 49 min 18 s | Rainer Müller-Hörner | 8 h 53 min 57 s |
| 1999  | Matthew Belfield            | 9 h 4 min 53 s  | Anssi Lehtinen          | 9 h 18 min 46 s | Chuckie Veylupek     | 9 h 19 min 53 s |
| 1998  | Rolf Lautenbacher           | 8 h 52 min 23 s | Matthew Belfield        | 8 h 55 min 57 s | Eric Kappes          | 9 h 13 min 13 s |
| 1997  | Peter Reid                  | 8 h 55 min 25 s | Frank Heldoorn          | 9 h 1 min 5 s   | Morten Fenger        | 9 h 5 min 26 s  |
| 1996  | Frank Heldoorn -2-          | 8 h 48 min 34 s | Pierre-Alain Frossard   | 9 h 1 min 52 s  | Morten Fenger        | 9 h 7 min 49 s  |
| 1995  | Thomas Hellriegel -1-       | 8 h 35 min 37 s | Frank Heldoorn          | 8 h 42 min 37 s | Bent Andersen        | 8 h 49 min 17 s |
| 1994  | Frank Heldoorn -1-          | 8 h 38 min 24 s | Mark Koks               | 8 h 44 min 22 s | Rik Van Tright       | 8 h 45 min 1 s  |
| 1993  | Ben van Zelst -2-           | 9 h 1 min 43 s  | Frank Heldoorn          | 9 h 4 min 24 s  | John Knight          | 9 h 20 min 43 s |
| 1992  | Ben van Zelst -1-           | 9 h 1 min 30 s  | Jean Moureau            | 9 h 21 min 28 s | Andrew MacMartin     | 9 h 29 min 32 s |

| Année | Médaille d'or              | Temps            | Médaille d'argent   | Temps            | Médaille de bronze   | Temps            |
| ----- | -------------------------- | ---------------- | ------------------- | ---------------- | -------------------- | ---------------- |
| 2024  | Anne Haug                  | 9 h 6 min 40 s   | Jeanne Collonge     | 9 h 50 min 24 s  | Lydia Dant           | 9 h 54 min 54 s  |
| 2023  | Lydia Dant -2-             | 9 h 59 min 12 s  | Liesbeth Verbiest   | 10 h 6 min 7 s   | Jeanne Collonge      | 10 h 20 min 52 s |
| 2022  | Lydia Dant -1-             | 9 h 37 min 25 s  | Els Visser          | 9 h 39 min 10 s  | Elisabetta Curridori | 10 h 2 min 51 s  |
| 2021  | Michelle Vesterby -2-      | 9 h 55 min 4 s   | Laura Siddall       | 9 h 55 min 55 s  | Justine Mathieux     | 9 h 57 min 16 s  |
| 2019  | Nikki Bartlett             | 9 h 59 min 10 s  | Maja Stage Nielsen  | 10 h 3 min 41 s  | Lenny Ramsey         | 10 h 10 min 48 s |
| 2018  | Lucy Gossage -2-           | 9 h 49 min 57 s  | Michelle Vesterby   | 9 h 57 min 11 s  | Nikki Bartlett       | 10 h 1 min 46 s  |
| 2017  | Lucy Charles               | 9 h 35 min 40 s  | Corinne Abraham     | 9 h 44 min 29 s  | Lucy Gossage         | 9 h 52 min 20 s  |
| 2016  | Tine Holst                 | 10 h 2 min 35 s  | Alexandra Tondeur   | 10 h 4 min 53 s  | Lucy Charles         | 10 h 10 min 13 s |
| 2015  | Diana Riesler              | 9 h 56 min 3 s   | Michaela Herlbauer  | 10 h 13 min 49 s | Caroline Livesey     | 10 h 31 min 56 s |
| 2014  | Lucy Gossage -1-           | 9 h 41 min 40 s  | Susan Blatt         | 9 h 44 min 59 s  | Corinne Abraham      | 9 h 51 min 41 s  |
| 2013  | Kristin Möller             | 9 h 37 min 34 s  | Heleen bij de Vaate | 10 h 9 min 31 s  | Saleta Castro        | 10 h 14 min 27 s |
| 2012  | Michelle Vesterby -1-      | 9 h 58 min 6 s   | Bella Bayliss       | 10 h 6 min 12 s  | Heleen bij de Vaate  | 10 h 17 min 33 s |
| 2011  | Rachel Joyce               | 9 h 28 min 12 s  | Natascha Badmann    | 9 h 43 min 40 s  | Karina Ottosen       | 10 h 10 min 15 s |
| 2010  | Catriona Morrison          | 10 h 3 min 52 s  | Louise Collins      | 10 h 5 min 12 s  | Nicole Woysch        | 10 h 11 min 17 s |
| 2009  | Bella Bayliss -2-          | 9 h 54 min 57 s  | Rachel Joyce        | 10 h 15 min 4 s  | Michaela Giger       | 10 h 15 min 40 s |
| 2008  | Bella Comerford -1-        | 10 h 2 min 27 s  | Heleen bij de Vaate | 10 h 12 min 7 s  | Tara Norton          | 10 h 13 min 16 s |
| 2007  | Tiina Boman                | 9 h 58 min 41 s  | Tara Norton         | 10 h 12 min 6 s  | Sione Jongstra       | 10 h 14 min 2 s  |
| 2006  | Karin Thürig               | 9 h 52 min 45 s  | Tiina Boman         | 10 h 16 min 44 s | Heleen bij de Vaate  | 10 h 23 min 7 s  |
| 2005  | Virginia Berasategui -2-   | 10 h 9 min 40 s  | Andrea Brede        | 10 h 25 min 16 s | Louisa Edmonston     | 10 h 40 min 20 s |
| 2004  | Virginia Berasategui -1-   | 9 h 41 min 52 s  | Gillian Bakker      | 10 h 16 min 43 s | Sonja Tajsich        | 10 h 17 min 40 s |
| 2003  | Maribel Blanco Velasco -2- | 10 h 29 min 51 s | Ute Schäfer         | 10 h 38 min 38 s | Bella Comerford      | 10 h 53 min 17 s |
| 2002  | Maribel Blanco Velasco -1- | 10 h 11 min 15 s | Gillian Bakker      | 10 h 15 min 30 s | Lisbeth Kristensen   | 10 h 20 min 0 s  |
| 2001  | Laura Bieger               | 10 h 41 min 29 s | Lena Wahlqvist      | 10 h 44 min 47 s | Lisbeth Kristensen   | 10 h 54 min 30 s |
| 2000  | Lena Wahlqvist -2-         | 10 h 15 min 19 s | Ariane Gutknecht    | 10 h 29 min 51 s | Beth Zinkand         | 10 h 33 min 17 s |
| 1999  | Lena Wahlqvist -1-         | 10 h 43 min 4 s  | Bianca Van Dyk      | 10 h 48 min 10 s | Marijke Zeekant      | 10 h 55 min 58 s |
| 1998  | Melissa Spooner            | 9 h 51 min 47 s  | Wendy Ingraham      | 10 h 7 min 6 s   | Robyn Roocke         | 10 h 17 min 51 s |
| 1997  | Paula Newby-Fraser -3-     | 10 h 12 min 25 s | Katinka Wiltenburg  | 10 h 28 min 29 s | Karin Jorgensen      | 10 h 39 min 44 s |
| 1996  | Katinka Wiltenburg -2-     | 10 h 13 min 27 s | Katja Schumacher    | 10 h 45 min 22 s | Cora Vlot            | 10 h 49 min 56 s |
| 1995  | Paula Newby-Fraser -2-     | 9 h 24 min 39 s  | Katinka Wiltenburg  | 9 h 55 min 52 s  | Katja Schumacher     | 10 h 6 min 12 s  |
| 1994  | Paula Newby-Fraser -1-     | 9 h 29 min 36 s  | Katinka Wiltenburg  | 9 h 54 min 47 s  | Ada Van Zwieten      | 10 h 3 min 53 s  |
| 1993  | Katinka Wiltenburg -1-     | 10 h 18 min 18 s | Paula Johnson       | 10 h 52 min 40 s | Katja Mayer          | 11 h 2 min 24 s  |
| 1992  | Janine Daley               | 10 h 45 min 7 s  | Rachelle Roberts    | 11 h 5 min 50 s  | Charlotte Boving     | 11 h 15 min 10 s |

## Parcours
- Le départ natation est donné sur la Playa Blanca dans le baie de Puerto del Carmen et s'effectue en deux boucles de 1,8 km, assortie d'une sortie à l'australienne[6].
- La partie cycliste de 180 km fait pratiquement le tour de l'île. Le circuit comprend près de 2 550 mètres de dénivelé positif. Il est connu pour se dérouler habituellement sous un fort vent et dans un paysage de lave principalement stérile. Il démarre à Puerto del Carmen sur la côte ouest et se dirige ver El Golfo, puis passe par les « montagnes de feu » du parc national de Timanfaya sur Tinajo. Il prend la direction de Teguise vers le nord en passant par Caleta de Famara et atteint la montagne Famar à l'ermitage de las Nieves son point culminant. Après une descente sur cinq kilomètres de Haría dans « vallée des 1 000 palmiers » suivie par une longue montée donnant un visuel sur l'île voisine de La Graciosa à Mirador del Río, les compétiteurs plongent dans une descente rapide d'environ sept kilomètres vers la côte est pour Arrieta ou une dernière remontée les attends en direction de Nazareth et pour rejoindre finalement point de départ à Puerto del Carmen.
- L'épreuve du marathon se réalise en trois boucles, le long de la plage entre Puerto del Carmen et Arrecife, la ligne d'arrivée se trouvant comme la ligne de départ sur la Playa Blanca.